# عيسى بولص
عيسى بولص (1968-) هو موسيقي فلسطيني، ولد في القدس لأم وأب فلسطينيين، نشأ في الحارة التحتا قرب مدينة رام الله القديمة، كان والده مغنياً شغوفاً بعبد الوهاب، وعمه إسكندر ملحناً وكاتب أغانٍ وعازف كمان. بدأ بولص الغناء في عمر مبكر، ثم تعلم العزف على البيانو والجيتار والعود. كان أول عود اشتراه هو عود طبريا، وبدأ بتعلم أساسيات العزف عليه بمساعدة صديق العائلة زياد جغب، كما يحمل عيسى جائزة في التلحين الموسيقي من جامعة كولومبيا، وهو حائز على درجة ماجستير من جامعة روزفلت. يعمل بولص كمنسق برامج لدى مركز الفنون والموسيقى في كلية هاربر، ومدير فرقة شيكاغو للموسيقى العالمية، ومؤسس فرقة عيسى بولص.

## نشاطه الموسيقي
يشتهر بولص بتأليف الموسيقى لفرق أوركسترا معروفة عالمياً، بالإضافة إلى تأليفه لموسيقى الحجرة. تعاون مع فرق موسيقية شهيرة مثل أوركسترا شيكاغو السيمفونية، أوركسترا قطر الفلهارمونية، سمفونية الشباب في برمن، أوركسترا أثينا السيمفونية، الأوركسترا الوطنية الفلسطينية، وفرقة سلك رود الموسيقية. كما تضمّنت عدة أفلام وثائقية أعماله الأصلية، وأهمها "قنابل لطيفة" و"الأمريكي الجديد".

## خبرته الأكاديمية
شغل بولص منصب محاضر في جامعة شيكاغو ورئيس قسم الموسيقى في أكاديمية قطر للموسيقى. كما يعزف ويحاضر في معاهد وجامعات حول العالم، ويتميز بفهم عميق للموسيقى العالمية. حصل على جوائز من مجلس إلينوي للفنون، رابطة ع.ج رايسي للدراسات في موسيقى علم الشعوب، والصندوق النرويجي للأعمال الموسيقية الحديثة.